# Países Bajos en los Juegos Paralímpicos de Pekín 2022
Los Países Bajos estuvieron representados en los Juegos Paralímpicos de Pekín 2022 por ocho deportistas, cinco hombres y tres mujeres.

## Medallistas
El equipo paralímpico neerlandés obtuvo las siguientes medallas:
| Nombre             | Deporte      | Evento                           |
| ------------------ | ------------ | -------------------------------- |
| Oro                |              |                                  |
| —                  |              |                                  |
| Plata              |              |                                  |
| Niels de Langen    | Esquí alpino | Eslalon sentado masculino        |
| Jeroen Kampschreur | Esquí alpino | Supercombinada sentado masculino |
| Chris Vos          | Snowboard    | Eslalon SB-LL1 masculino         |
| Bronce             |              |                                  |
| Niels de Langen    | Esquí alpino | Supercombinada sentado masculino |